# Ascurisoma striatipes
Ascurisoma striatipes là một loài nhện trong họ Thomisidae.
Loài này thuộc chi Ascurisoma. Ascurisoma striatipes được Eugène Simon miêu tả năm 1897.